# Jack Parker (żużlowiec)
John „Jack” Parker (ur. 1907 w Birmingham, zm. 1990) – brytyjski żużlowiec.

## Życiorys
Siedmiokrotny finalista IMŚ. Zdobył srebrny medal w roku 1949 w Londynie na stadionie Wembley, kiedy miał 42 lata.

## Przynależność klubowa
Wielka Brytania
- Belle Vue Aces

## Osiągnięcia
| Osiągnięcia:                                  | Osiągnięcia: | 1 raz •                                                   | 1 raz •                                                   | 1 raz •                                                   | 1 raz • |
| Sezon                                         | Miasto       | Msc                                                       | Pkt                                                       | Biegi                                                     | Uwagi   |
| ↓ W barwach reprezentacji Wielkiej Brytanii ↓ |              |                                                           |                                                           |                                                           |         |
| 1936                                          | Londyn       | 14                                                        | 12                                                        | 12+ ns                                                    |         |
| 1937                                          | Londyn       | 4                                                         | 21                                                        | 11+ (2,3,1,2,2)                                           |         |
| 1938                                          | Londyn       | 10                                                        | 10                                                        | 4+ (2,2,2,0,0)                                            |         |
| 1939                                          | Londyn       | Turniej odwołany z powodu wybuchu drugiej wojny światowej | Turniej odwołany z powodu wybuchu drugiej wojny światowej | Turniej odwołany z powodu wybuchu drugiej wojny światowej |         |
| 1949                                          | Londyn       | 2                                                         | 14                                                        | (3,3,3,2,3)                                               |         |
| 1950                                          | Londyn       | 6                                                         | 8                                                         | (2,1,2,3,0)                                               |         |
| 1951                                          | Londyn       | 5                                                         | 10                                                        | (0,1,3,3,3)                                               |         |
| 1952                                          | Londyn       | 51. miejsce w rundzie mistrzowskiej                       | 51. miejsce w rundzie mistrzowskiej                       | 51. miejsce w rundzie mistrzowskiej                       |         |
| 1953                                          | Londyn       | 41. miejsce w rundzie mistrzowskiej                       | 41. miejsce w rundzie mistrzowskiej                       | 41. miejsce w rundzie mistrzowskiej                       |         |